# Phragmites
Phragmites là một chi thực vật nhỏ, bao gồm các loài sậy thuộc họ Poaceae.

## Các loài
Theo The World Checklist of Selected Plant Families, xuất bản bởi Kew Garden tại Luân Đôn, thì chi này gồm 4 loài:
1. Phragmites australis (Cav.) Trin. ex Steud. – khắp thế giới.
2. Phragmites japonicus Steud. – Nhật Bản, Triều Tiên, quần đảo Lưu Cầu, Viễn đông Nga.
3. Phragmites karka (Retz.) Trin. ex Steud. – Châu Phi nhiệt đới, Nam Á, Australia, một số đảo trên Thái Bình Dương.
4. Phragmites mauritianus Kunth – Trung + nam châu Phi, Madagascar, Mauritius.

Tuy nhiên, nhiều tài liệu chỉ công nhận một loài Phragmites australis.